# Pelican Bay
Pelican Bay es un lugar designado por el censo ubicado en el condado de Collier en el estado estadounidense de Florida. En el Censo de 2010 tenía una población de 6.346 habitantes y una densidad poblacional de 732,5 personas por km².

## Geografía
Pelican Bay se encuentra ubicado en las coordenadas 26°14′6″N 81°48′37″O / 26.23500, -81.81028. Según la Oficina del Censo de los Estados Unidos, Pelican Bay tiene una superficie total de 8.66 km², de la cual 7.64 km² corresponden a tierra firme y (11.87%) 1.03 km² es agua.

## Demografía
Según el censo de 2010, había 6.346 personas residiendo en Pelican Bay. La densidad de población era de 732,5 hab./km². De los 6.346 habitantes, Pelican Bay estaba compuesto por el 98.83% blancos, el 0.11% eran afroamericanos, el 0.02% eran amerindios, el 0.79% eran asiáticos, el 0% eran isleños del Pacífico, el 0.09% eran de otras razas y el 0.16% pertenecían a dos o más razas. Del total de la población el 1.01% eran hispanos o latinos de cualquier raza.